# Các nước lớn trong chiến cục 1972 tại Việt Nam
Các nước lớn Hoa Kỳ, Liên Xô, Trung Quốc đều ủng hộ bên này hoặc bên kia trong Chiến tranh Việt Nam một cách riêng rẽ. Nhưng trong Chiến cục năm 1972 tại Việt Nam, họ đã hình thành những quan hệ song phương Mỹ - Trung, Mỹ - Xô có ảnh hưởng đáng kể đến toàn bộ chiến cục và bản Hiệp định Paris

## Vai trò củaHoa Kỳ

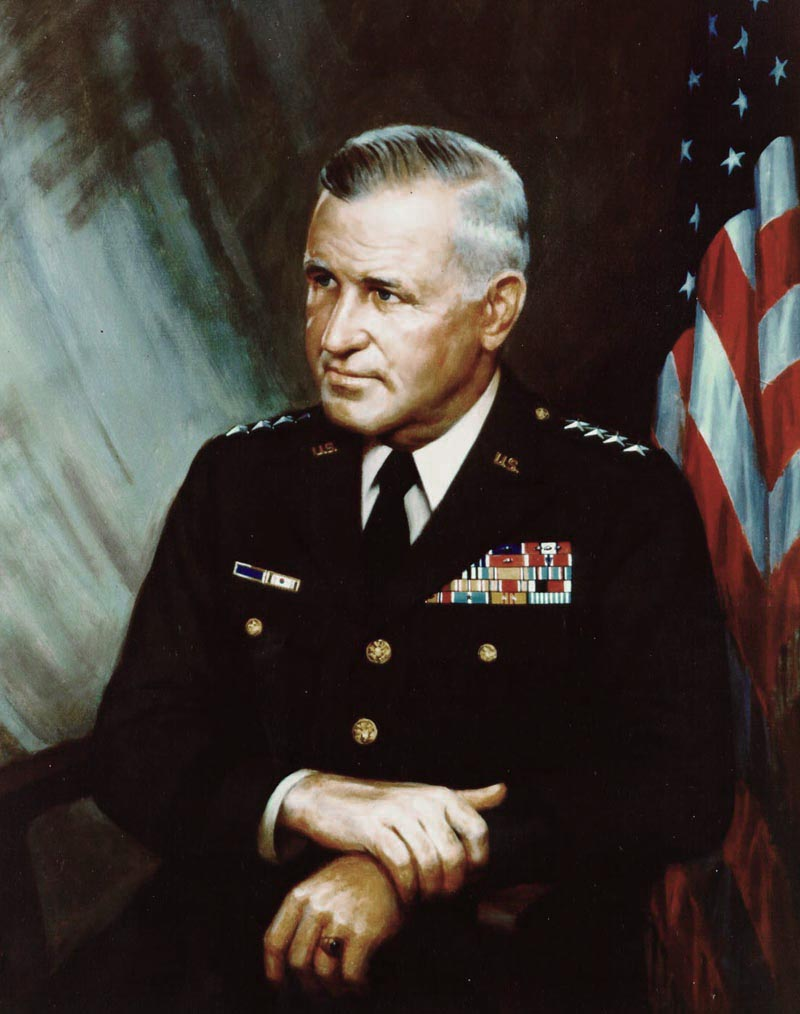
Đại tướng Creighton Abrams - Tư lệnh các lực lượng Hoa Kỳ tại miền Nam Việt Nam (1969-1972)

Mặc dù được phía Liên minh Quân Giải phóng miền Nam Việt Nam-Quân đội Nhân dân Việt Nam giữ bí mật tối đa các nhưng lực lượng tình báo CIA và MACV của Hoa Kỳ đã thông qua các hệ thống tình báo thu thập
hình ảnh (IMINT), hệ thống tình báo thu tập tín hiệu (SIGINT) và hệ thống tình báo con người (HUMINT) trong đó có điệp viên được cắm trong chủ lực miền của Quân giải phóng (nhân vật này hiện được tạm biết tới với bí danh UT) cùng các tài liệu trinh sát khác đã nắm được phần nào ý đồ tấn công mở chiến cục năm 1972 của Quân đội nhân dân Việt Nam. Theo tài liệu được giải mật năm 2005 của Bộ Quốc phòng Mỹ , trong buổi tóm tắt tin tức tình báo của MACV ngày 8 tháng 1 năm 1972, thuyết trình viên đã thông báo: "Vào tháng 11 năm 1971 với những dữ liệu thu thập đủ để có thể thử nghiệm phương thức đánh dấu những mục tiêu xâm nhập, các trạm giao liên T54, T5, T61 và T62 (thuộc các binh trạm 35 và 38) được chọn để thử nghiệm.
Với các toán đầu của đoàn xâm nhập đang trên đường hướng về B3 (Tây Nguyên), chiều ngày 6 tháng 12, B-52 oanh tạc các trạm giao liên T54 và T61. Chiều ngày 14 tháng 12, hai phi tuần B-52 (2 tốp, mỗi tốp 3 chiếc) oanh tạc trạm T62. Từ ngày 18 tháng 12, các đơn vị thuộc sư đoàn 320 (320A) sẽ đi ngang các trạm giao liên T31, T35 và T36, MACV đã rải máy điện tử báo động và truy tìm. Sáng ngày 23 tháng 12, B-52 ném bom trạm giao liên T31 bằng bom CBU. Chiều 24 và sáng 25, không quân chiến thuật và B-52 tiếp tục tấn công trạm giao liên này bằng bom CBU. Trạm T36 tiếp tục bị tấn công ngày 28, trạm T35 bị tấn công này 29. Ngày 1 tháng 1 năm 1972, T62 bị tấn công với hơn 500 tiếng nổ phụ.
Đại tướng Creighton Abrams kết luận: "Vì đây là kế hoạch tối mật, tất cả sĩ quan có mặt tại đây không được bàn về chương trình Island Tree hay những gì mà các ông biết được, nghe được về chương trình này ở bất kỳ chỗ nào, trừ căn phòng này".
28/12/1971, tướng Abrams họp với các tư lệnh sư đoàn, lữ đoàn Hoa Kỳ còn đóng ở Nam Việt Nam báo động về cuộc tấn công sắp đến của Bắc Việt Nam năm 1972.
20/1/1972, tướngAbrams họp với Đại sứ Ellsworth Bunker, Phó đại sứ Hoa Kỳ ở Sài Gòn Samuel Berger, Đại tướng John Daniel Lavelle-Tư lệnh Tập đoàn không quân số 7, chỉ huy trưởng các phòng: hành quân, tình báo và tham mưu của MACV, thông qua tờ trình gửi Tư lệnh Quân đội Hoa Kỳ ở Thái Bình Dương-Đô đốc John McCain- và Chủ tịch Hội đồng tham mưu trưởng liên quân -Tướng Thomas Moorer về cuộc tấn công năm 1972 của Bắc Việt Nam. Trong tờ trình, Abrams xin phép được ném bom với cường độ cao nhất vào các căn cứ quân sự, nhà kho, các giàn tên lửa SAM-2 và các nơi tập trung quân Bắc Việt Nam ở Bắc vĩ tuyến 17 và Hạ Lào. Các cấp khác của MACV không được biết tin này. Ngày 21 tháng 1, đại sứ Bunker điện cho Tổng thống Richard Nixon nhấn mạnh: "Cuộc tấn công của Cộng sản Bắc Việt sẽ xảy ra sau Tết, khoảng trung tuần tháng 2-1972". Nixon gọi Henry Kissinger đến tham vấn và nói: "Trong trận này, thế nào cũng có một bên chết"..
Phía Mỹ biết trước cuộc tiến công của Liên minh Quân Giải phóng miền Nam Việt Nam-Quân đội Nhân dân Việt Nam trong Chiến cục năm 1972 nhưng không xác định được thời gian khởi chiến. Hoa Kỳ cũng không xác định được hướng tấn công chính của Liên minh Quân Giải phóng miền Nam Việt Nam-Quân đội Nhân dân Việt Nam trong Chiến cục năm 1972 nói chung và tại mặt trận Trị Thiên nói riêng. Ngày 2 tháng 4, khi chiến sự đã diễn ra được ba ngày, Đại tướng Abrams vẫn không tin là Cộng sản Bắc Việt dám xé bỏ Hiệp định Giơ ne vơ, cho lục quân vượt vĩ tuyến 17 tấn công Quảng Trị.Theo Vương Hồng Anh , Hoa kỳ chờ cho hai bên bị tiêu hao nặng rồi mới tổ chức phản công bằng không quân.
Ngày 28/4/1972, Nixon cho rút tiếp 20.000 quân nhân Mỹ khỏi miền Nam nhưng đã thuyết phục được Quốc hội Mỹ chuẩn chi khoản viện trợ 2 tỷ 382,5 triệu USD cho Việt Nam Cộng Hòa (cao nhất trong các năm chiến tranh Việt Nam). Phần lớn khoản viện trợ là hàng quân sự gồm: 700 máy bay các loại, 540 khẩu pháo, 400 xe tăng và hơn 2 triệu tấn bom, đạn, khí tài, trang bị quân sự. v.v....

## Vai trò củaLiên Xô

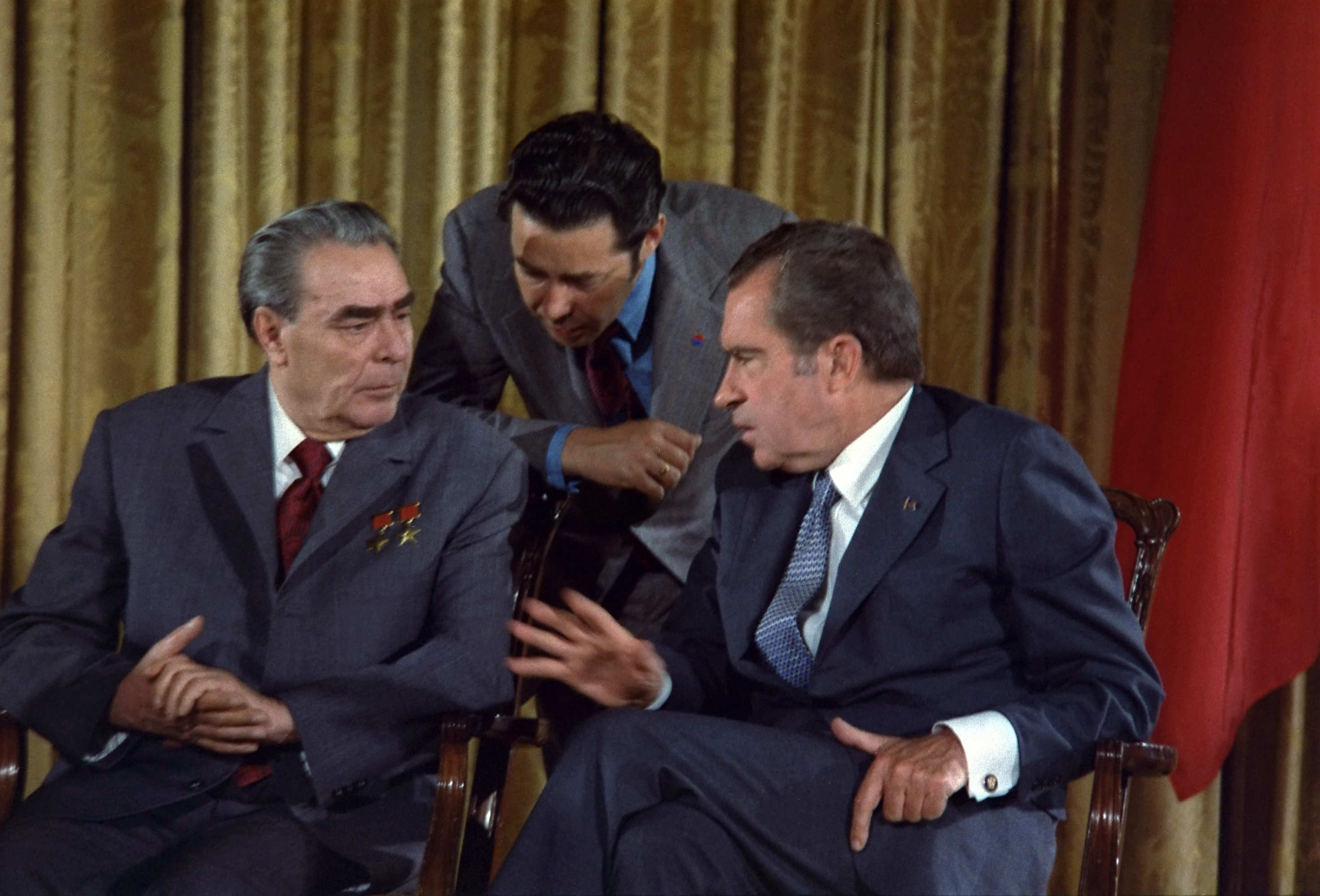
Leonid Brezhnev và
Richard Nixon

Đồng minh Liên Xô tuy ủng hộ VNDCCH trên mọi phương diện để giữ thế là quốc gia đứng đầu phe XHCN (vai trò này đang bị Trung Quốc tranh chấp). Nhưng ở thời điểm năm 1972, Liên Xô không thể ủng hộ tích cực hơn do phải hợp tác với Mỹ về giảm đối đầu hạt nhân và đối phó với Trung Quốc đang bắt tay với Mỹ chống lại mình.
Năm 1972, Liên Xô đang trong quá trình đàm phán với Hoa Kỳ về vấn đề hạn chế vũ khí hạt nhân chiến lược giai đoạn 1 (SALT I). Dự kiến ngày 20/5/1972, Nixon sẽ đến Moscow và hòa đàm SALT I sẽ khai mạc tại đó. Mặt khác, Liên Xô muốn làm trung gian hòa giải giữa Mỹ và Việt Nam. Nixon nói trong cuộc họp báo ngày 4/3/1972 tại Nhà Thắng: "Không có sự hợp tác của Liên Xô thì Mỹ gặp nhiều khó khăn thúc đẩy nhanh tiến trình giải quyết Cuộc chiến tranh ở Việt Nam". Do đó, Liên Xô muốn Bắc Việt Nam chưa nên tấn công vào thời điểm này. Ngày 15/3/1972. V.N.Serbakov, đại sứ Liên Xô tại Hà Nội gặp ngoại trưởng Nguyễn Duy Trinh thông báo: "1- Kissinger chuyển lời nhắn: "Nếu phía Việt Nam muốn thảo luận nghiêm túc các con đường đi tới giải pháp thì Hoa Kỳ sẽ có thái độ tương tự..." 2- Nếu không như vậy thì bế tắc... VNDCCH có thể rơi vào tình thế hết sức khó khăn do các đơn vị chủ lực đã tung hết vào Nam và sa lầy, đối phương có thể mở một chiến dịch lớn ngay trên lãnh thổ VNDCCH". Ngày 6/4/1972, khi được tin Liên minh Quân Giải phóng miền Nam Việt Nam-Quân đội Nhân dân Việt Nam mở cuộc tấn công lớn, Nixon dọa: "Tôi không thể dự Hội nghị cấp cao (SALT I) và chạm cốc với Brezhnev khi xe tăng Xô Viết chạy ầm ầm qua Huế hay Quảng Trị. Hội nghị cấp cao chẳng đáng một trinh, không cần mua bằng thất bại ở Việt Nam". Cuối tháng 4/1972, Kissinger báo cáo xác nhận với Nixon: "Người Xô viết đã không đáp ứng yêu cầu mới nào về trang bị của Bắc Việt Nam; cũng không đáp ứng yêu cầu của Việt Nam chở hàng viện trợ vào Hải Phòng mà đi vòng vèo qua Trung Quốc". Ngày 25/4/1972, Trưởng ban đối ngoại Đảng Cộng sản Liên Xô C.Katusev sang Hà Nội khuyên VNDCCH đáp ứng đề nghị của Mỹ: Hai bên cùng giảm bạo lực để đi đến giải pháp chính trị. Tuy nhiên ông ta chỉ nhận được lời hứa của Thủ tướng Phạm Văn Đồng là sẽ cân nhắc mức độ hành động quân sự . Trên thực tế, từ cuối năm 1971, người Nga đã giảm bớt cung cấp vũ khí hạng nặng cho VNDCCH. Đạn tên lửa SAM-2 giảm từ 45 cơ số/năm xuống 12 cơ số/năm. Phụ tùng MiG-21 từ 50 đơn vị/năm xuống còn 20 đơn vị/năm. Không đưa các loại vũ khí mới hơn cho Việt Nam: Xe tăng T-62, tên lửa SAM-3, máy bay MiG-23....

## Vai trò củaTrung Quốc
Ngày 28/2/1972, Chu Ân Lai và Richard Nixon ký Thông cáo chung Thượng Hải; có 3 điểm liên quan đến Việt Nam 
1. Trung Quốc cam kết không can thiệp quân sự vào Đông Dương; đổi lại, Hoa Kỳ cam kết cùng Trung Quốc phối hợp chống "bá quyền" Liên Xô.
2. Trung Quốc chấp nhận kiềm chế Việt Nam; đổi lại, Hoa Kỳ giảm dần đi đến triệt thoái các căn cứ quân sự và quân đội Hoa Kỳ ở Đài Loan.
3. Trung Quốc chấp nhận để Hoa Kỳ giữ nguyên chính quyền Nguyễn Văn Thiệu, không ủng hộ việc thành lập chính phủ liên hiệp ở miền Nam sau khi có hiệp định hòa bình; đổi lại, Hoa Kỳ ủng hộ Trung Quốc giữ ghế Thành viên cố định tại Hội đồng Bảo an Liên Hợp Quốc thay thế Đài Loan.

Theo đánh giá của tác giả Lưu Văn Lợi, bằng kinh nghiệm lịch sử của bản thân, VNDCCH hiểu rằng đồng minh Trung Quốc đã bán đứng mình, Việt Nam đã trở thành món hàng mặc cả để giữ thế cân bằng lực lượng giữa các cường quốc đối với các vấn đề Đông Nam Á và thế giới.